# Cimbrertyren
Cimbrertyren er en skulptur, der står på gaden Vesterbro i Aalborg. Skulpturen blev rejst d. 14. april 1937 og er lavet af Anders Bundgaard. Soklen er tegnet af Alf Cock-Clausen.
Cimbrertyren blev skænket af De Danske Spritfabrikker og står på fabrikkens historiske beliggenhed. Skulpturen står tæt på det punkt, hvor gågaden Bispensgade møder Vesterbro.
Tyren var klædt i rød/hvide striber, mens AaB spillede Champions League i 2008.
I 2000 blev der stjålet et sværd, der var fastgjort til soklen som en del af kunstværket. Mærkeligt nok blev tyveriet aldrig bemærket i offentligheden, indtil sværdet 17 år senere blev leveret tilbage til Aalborgs borgmester.

## Symbolik
Skulpturen symboliserer styrke og er blevet kaldt et symbol på Cimbrernes udlængsel og livslyst, og på Cimbrertyrens sokkel, kan man læse et hyldestdigt til Cimbrerne skrevet af Johannes V. Jensen. Den danske forfatter og senere nobelprisvinder var selv tilstede ved skulpturens afsløring den 14. april 1937 og forelæste digtet for de fremmødte indbyggere.
De oprindelige tegninger til skulpturen blev ved afsløringen nedlagt i sokkelen sammen med et grundstensdokument og et essay over cimbrertogtet forfattet af dr. phil. Johannes Brøndsted.